# Solanum reflexiflorum
Solanum reflexiflorum är en potatisväxtart som beskrevs av Stefano Moricand och Michel Félix Dunal. Solanum reflexiflorum ingår i släktet skattor som ingår i familjen potatisväxter. Inga underarter finns listade i Catalogue of Life.